# Кужа
Кужа — река в России, протекает по Кондопожскому району Карелии.
Исток — северная оконечность Ватчелского озера, северо-западнее бывшего населённого пункта Титнаволок. Впадает в озеро Черанга, из которого вытекает одноимённая река. Длина реки составляет 16 км.
Ближайший населённый пункт — Линдозеро — расположен в 8 км северо-западнее устья реки.
В среднем течении принимает левый приток — Лепутоя, несущий воды озера Сууриярви.